# Olga Valerianovna Karnovitsj

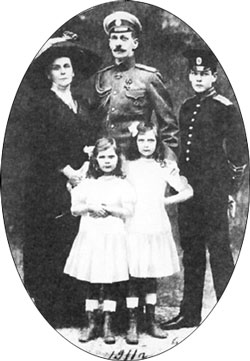
Olga Valerianovna met familie

Olga Valerianovna Karnovitsj en na 1915 Olga Valerianovna Palej (Russisch: Олга Валериановна Палей) (Sint-Petersburg, 2 december 1866 – Parijs, 2 november 1929) was de tweede vrouw van grootvorst Paul Aleksandrovitsj van Rusland, het jongste kind van tsaar Alexander II van Rusland. Olga wist de Russische Revolutie te overleven.

## Tweede huwelijk
Alexandra van Griekenland, de eerste vrouw van Paul Aleksandrovitsj van Rusland, stierf in 1891, waardoor hij al op jonge leeftijd weduwnaar werd. Vlak na haar overlijden begon Paul Aleksandrovitsj een langdurige affaire met Olga, die indertijd getrouwd was met een van de officieren uit Pauls regiment. Olga scheidde en Paul Aleksandrovitsj vroeg tsaar Nicolaas II om toestemming voor een huwelijk, maar de tsaar weigerde. Olga en Paul, die inmiddels een zoon hadden gekregen, trouwden daarom in 1902 in orthodoxe kerk in Livorno, Italië. Twee jaar later schonk prins-regent Luitpold van Beieren Olga de titel "Gravin van Hohenfelsen". Ondanks dat Olga in de adelstand was verheven, was het Russische hof, op zijn zachtst gezegd, niet blij met huwelijk en werd Paul van al zijn militaire verplichtingen ontheven, verloor hij al zijn bezittingen en kwamen zijn kinderen uit zijn vorige huwelijk, Marie en Dimitri, onder de voogdij van zijn broer, grootvorst Sergej Aleksandrovitsj. Olga en Paul leefden in ballingschap in Parijs en kregen daar nog twee dochters.

## Russische Revolutie
In 1915 werden Olga en Paul weer verwelkomd aan het Russische hof en schonk tsaar Nicolaas II Olga zelfs de titel “Hare Doorluchtige Hoogheid Prinses Palej”. De Eerste Wereldoorlog was toen al in volle gang en Paul werd weer tot het leger toegelaten. Tijdens de Eerste Wereldoorlog begon de Russische Revolutie en werden verschillende leden van de keizerlijke familie om het leven gebracht. Toen de macht in maart 1917 werd overgenomen door de bolsjewieken, sloegen Paul, Olga en hun kinderen op de vlucht. Hun oudste zoon, Vladimir Palej, werd gevangengenomen en in 1918 geëxecuteerd met een aantal andere familieleden, waaronder grootvorstin Elisabeth van Hessen-Darmstadt, de echtgenote van de vermoorde Sergej Aleksandrovitsj. In augustus van dat jaar werden Paul, Olga en hun dochters gevangengenomen. Paul werd overgeplaatst naar een gevangenis in Sint-Petersburg en Olga en hun dochters werden weer vrijgelaten. In juni 1919 werden Paul en andere familieleden geëxecuteerd. Hij werd in een massagraf begraven, hoewel Olga toestemming had gevraagd voor een begrafenis; Pauls lichaam werd nooit gevonden. Dat jaar verliet Olga Rusland met haar twee dochters.
Olga en haar dochters vestigden zich in Parijs, waar zij in 1929 aan kanker stierf.

## Kinderen
Olga en Paul kregen drie kinderen:
- Vladimir (9 januari 1897 – 18 juli 1918)
- Irina (1903 – 1990)
- Natalia (5 december 1905 – 27 december 1981)